# Dieringer Ferenc
Dieringer Ferenc (Waydhof, ? – Leoben, 1771. szeptember 28.) német jezsuita rendi pap.

## Élete
Ausztriából származott, 14 éves korában lépett a rendbe és tanulmányainak végeztével Bécsben, Grazban, Passauban és Magyarország több helyén működött.

## Munkái
Német egyházi beszéde maradt fenn, melyet József uralkodó herceg születésére 1741-ben, Sopronban mondott.